# Tina Arena
Tina Arena, właściwie Filippina Lydia Arena (ur. 1 listopada 1967 w Melbourne) – australijska piosenkarka.
Urodziła się w rodzinie włoskich imigrantów. Karierę rozpoczęła w wieku 7 lat w telewizji. Śpiewała podczas uroczystości otwarcia igrzysk olimpijskich w Sydney. Znana z takich przebojów jak: Chains (1995), Sorrento Moon (I Remember) (1995) i Show Me Heaven z repertuaru Marii McKee (1995).

## Dyskografia
Albumy anglojęzyczne
| Tiny Tina and Little John   | - Data: 1977 - Wydawca: Pisces Records                     | —  | —  | —  | —  | —  |                                                     |
| Strong as Steel             | - Data: 20 października 1990 - Wydawca: EMI                | 17 | —  | —  | —  | —  |                                                     |
| Don't Ask                   | - Data: 21 listopada 1994 - Wydawca: Columbia Records      | 1  | 12 | —  | 32 | 11 |                                                     |
| In Deep                     | - Data: 18 sierpnia 1997 - Wydawca: Columbia Records       | 1  | 16 | 3  | 31 | —  | - AUS: 3x platynowa płyta - FRA: 3x platynowa płyta |
| Just Me                     | - Data: 12 listopada 2001 - Wydawca: Columbia Records      | 7  | —  | 47 | 67 | —  | - AUS: złota płyta - FRA: złota płyta               |
| Songs of Love & Loss        | - Data: 1 grudnia 2007 - Wydawca: EMI                      | 3  | —  | 31 | —  | —  | - AUS: platynowa płyta                              |
| Songs of Love & Loss 2      | - Data: 15 listopada 2008 - Wydawca: EMI                   | 12 | —  | —  | —  | —  | - AUS: złota płyta                                  |
| Reset                       | - Data: 18 października 2013 - Wydawca: EMI                | 4  | —  | —  | —  | —  | - AUS: platynowa płyta                              |
| Eleven                      | - Data: 30 października 2015 - Wydawca: Positive Dream/EMI | 2  | —  | —  | —  | —  |                                                     |
| "—" album nie był notowany. |                                                            |    |    |    |    |    |                                                     |

Albumy francuskojęzyczne
| Un autre univers            | - Data: 5 grudnia 2005 - Wydawca: Columbia Records   | 69 | 9  | - FRA: platynowa płyta |
| 7 vies                      | - Data: 28 stycznia 2008 - Wydawca: Columbia Records | 56 | 12 |                        |
| Quand tout recommence       | - Data: 6 kwietnia 2018 - Wydawca: Play Two          | -  | 29 |                        |
| "—" album nie był notowany. |                                                      |    |    |                        |